# 承負論
承負論，道教理論。按照《太平經》所載：「承者為前，負者為後，承者，乃謂先人本承天而行；負者，乃先人負於後生者也。」意思即為前人惹禍，後人遭殃。如果是善的話則是前人種樹，後人乘涼。

## 詞源
按照《說文解字》，「承，奉也。」而負則「負，恃也。」故此，承有承托之意，而恃亦有負肩之意。而承負之解即由此而來。當套上天道循環之意，即有承者在前負者在後的意思，因此可得出前人種樹，後人乘涼的解說。

## 解釋
道教相信天道循環，認為善惡有承負報應，並且會帶給後人危害。所謂天道循環，亦即因果報應的天理，善惡有報。而按照道教的承負解說，亦即當我們一出生時已承受祖先的福蔭或罪業。如依照天道循環，亦即我們現在所作的事情亦會使下一代承擔我們的福蔭和罪業。故此《易經》云：「積善之家，必有餘慶；積不善之家，必有餘殃。」

## 與佛教的因果論異同
承負論與因果論有所不同，佛教的因果論為「因果自負」，亦即各人因果各自負，並且通三世。亦即今生不報，若來生種子業力成熟時則會受報。而道教亦有輪迴之說，如《太上老君虚无自然本起经》：「何谓五道？一道者，神上天为天神；二道者，神入骨肉形为人神；三道者，神入禽兽为禽兽神；四道者，神入薛荔，薛荔者，饿鬼名也；五道者，神入泥黎，泥黎者，地狱名也。」雖然如此，亦有說法認為道教的輪迴概念是從佛教吸收過來，因如融入輪迴概念，則承負論很難說得過去，並且人們認為自作自受比較公平。比方說如果今生拯救了魚，然後當拯救者遇難時，被別人救上了。這時佛教會認為救人的是魚轉生為人報答回拯救者，此為建基於輪迴說；反觀道教則認為沒有轉生一事，按照承負論是因祖先和自身的福份所庇佑。

## 參看
- 因果論
- 道教